# 73059 Kaunas
73059 Kaunas este un asteroid din centura principală de asteroizi.

## Descriere
73059 Kaunas este un asteroid din centura principală de asteroizi. A fost descoperit pe 16 martie 2002 la Moletai de Kazimieras Černis și Justas Zdanavičius. Asteroidul prezintă o orbită caracterizată de o semiaxă mare de 2,17 ua, o excentricitate de 0,09 și o înclinație de 4,2° în raport cu ecliptica.